# Hilaroleopsis dimidiata
Hilaroleopsis dimidiata là một loài bọ cánh cứng trong họ Cerambycidae.